# Louppy-sur-Loison
Louppy-sur-Loison è un comune francese di 126 abitanti situato nel dipartimento della Mosa nella regione del Grand Est.

## Società

### Evoluzione demografica
Abitanti censiti